# Tetrorchidium brevifolium
Tetrorchidium brevifolium är en törelväxtart som beskrevs av Paul Carpenter Standley och Julian Alfred Steyermark. Tetrorchidium brevifolium ingår i släktet Tetrorchidium och familjen törelväxter. IUCN kategoriserar arten globalt som starkt hotad. Inga underarter finns listade i Catalogue of Life.